# Klimrek

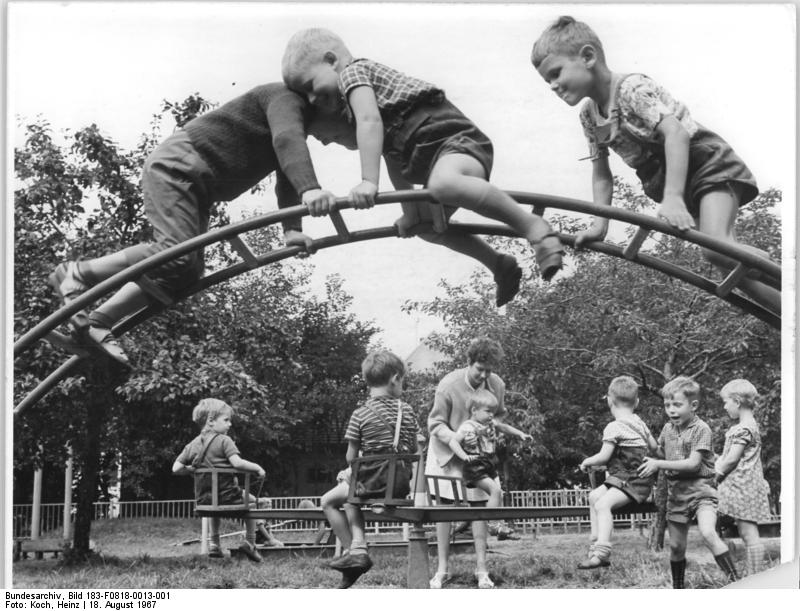
Kinderen op een klimrek in de jaren zestig

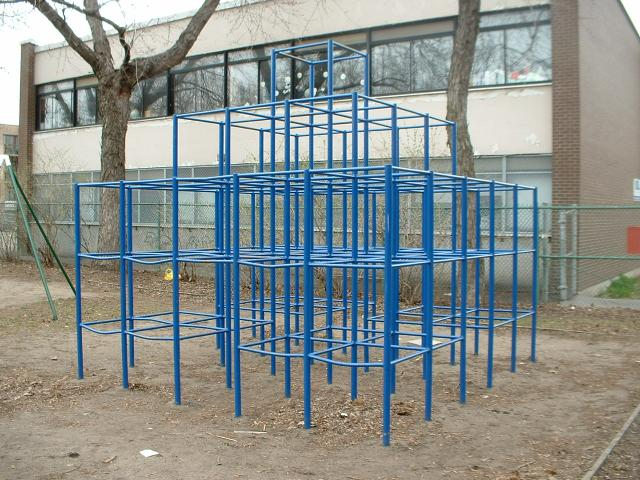
Modern klimrek

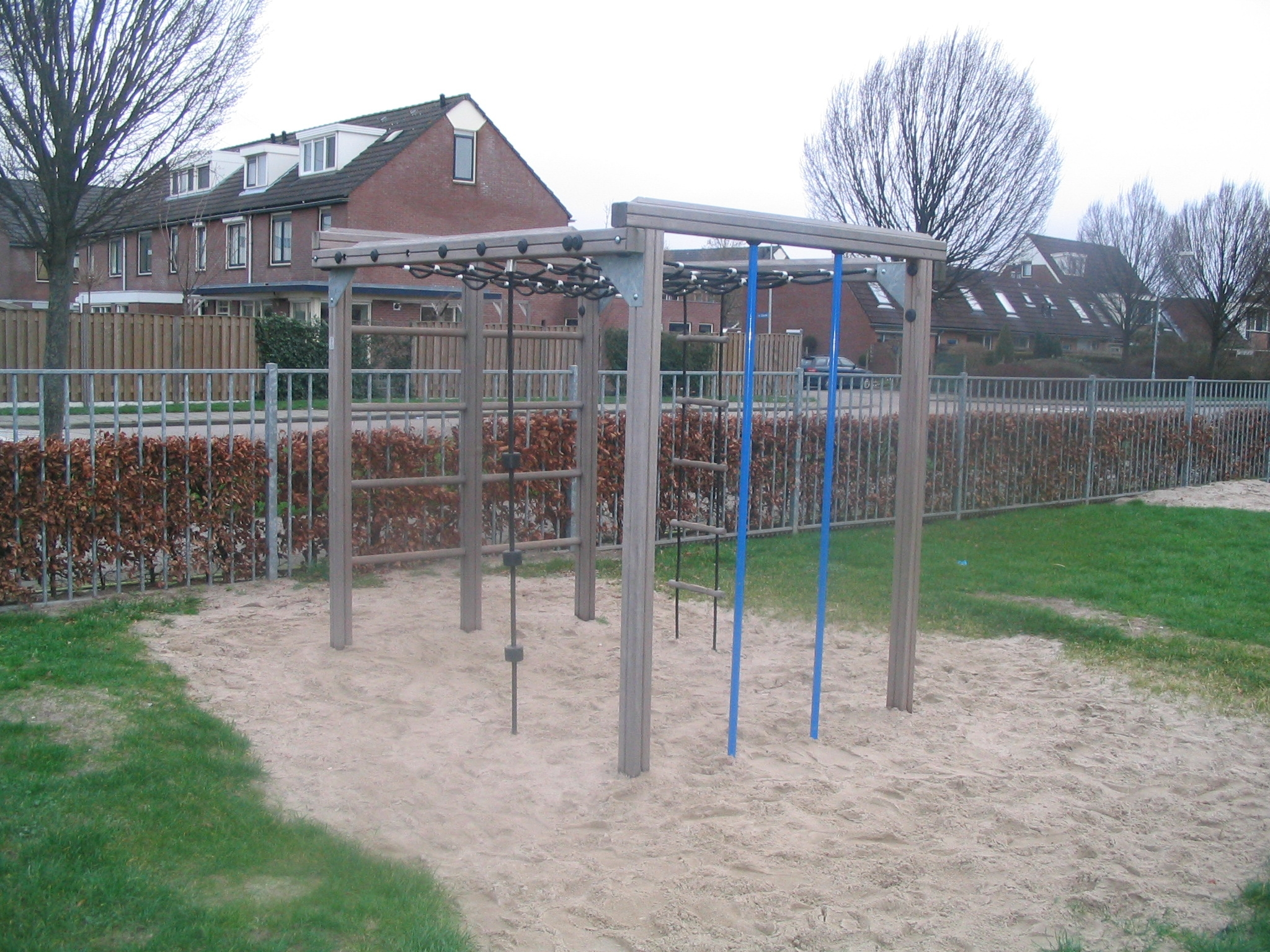
Gecombineerd klimrek

Een klimrek is een sport- of speeltoestel waarin geklommen kan worden.

## Spel

### Behoefte
In moderne woonwijken zijn de recreatiemogelijkheden voor kinderen vaak beperkt. Er is weinig ruimte, en in bomen klimmen kan niet (doordat die er niet zijn) of mag niet (doordat volwassenen voor schade vrezen). Daarom worden in zulke wijken door de gemeente vaak speelparkjes ingericht, waarin zich onder andere klimrekken bevinden, waar kinderen naar hartenlust in kunnen klimmen. Klimrekken kunnen ook los van zulke parkjes worden geplaatst.

### Uitvoeringen
Die klimrekken kunnen van diverse materialen gemaakt zijn. Aluminium buizen zijn sterk, maar kunnen 's winters koud aanvoelen en 's zomers juist te heet zijn. Soms wordt hout gebruikt, of kunststof. De laatste heeft het voordeel dat er felle kleuren mogelijk zijn en dat de hardheid van het materiaal zorgvuldig kan worden bepaald. Leveranciers beschikken over uitgebreide catalogi, waardoor een plaatselijke instantie, vaak in overleg met de bewoners, ruime keuzemogelijkheden heeft.
Over het algemeen is het rek driedimensionaal van opzet. Een driedimensionaal klimrek van touw gemaakt, en naar de top taps toelopend, wordt ook wel een "spin" genoemd.

### Veiligheid
Europese richtlijnen verbieden thans het gebruik van scherpe punten of uiteinden aan kinderspeeltuig in de openbare buitenruimten. Bij het plaatsen van nieuwe klimrekken wordt daarmee rekening gehouden.
Onder het rek is vaak een speciale ondergrond als valbescherming, zoals rubbertegels of zand. Ook dit wordt thans door Europese regelgeving verplicht gesteld. De tegels kunnen in diverse kleuren, kleurcombinaties of kleurpatronen zijn aangelegd. In plaats daarvan wordt een klimrek ook vaak op een ondergrond van zand of gras geplaatst.

## Sport
In gymnastiekzalen en -lokalen zijn klimrekken aan de wand bevestigd. Ze worden daarom ook wel sportramen of wandrekken genoemd. Ze zijn minder speels van uitvoering; ze zijn dan ook niet voor recreatieve doeleinden bestemd, maar om ermee te oefenen.